# Paracoro
Il paracoro di un liquido (o "parachor") è una costante sperimentale, caratteristica di ogni sostanza. Può essere definito come il volume occupato da una mole di detta sostanza allo stato liquido, corretto dalle forze di coesione fra le sue molecole mediante il coefficiente di tensione superficiale.

## Relazione tra tensione superficiale e paracoro
Nel caso di idrocarburi e sostanze polari, vale la seguente relazione, proposta originariamente da D. B. Macleod (nel 1923) e successivamente sviluppata da S. Sudgen (nel 1924):
{\displaystyle P={\frac {PM\gamma ^{1/4}}{\rho _{l}-\rho _{g}}}}
nella quale:
- PM è il peso molecolare della sostanza;
- γ è la tensione superficiale del liquido per una data temperatura T;
- ρl è la densità del liquido alla medesima temperatura T;
- ρg è la densità della sostanza allo stato gassoso, che può essere trascurata per bassi valori di pressione;[1]
- P è il paracoro.

Poiché il rapporto PM⁄ρl esprime il volume molare del liquido, cioè il volume occupato da una mole di liquido alla temperatura cui viene riferita la sua densità, a pressioni non elevate l'equazione precedente può essere formulata nella forma:
{\displaystyle \operatorname {V} _{m}\gamma ^{1/4}=P}
dalla quale risulta la definizione di paracoro come "volume molare corretto".

## Utilizzi
Studiando il paracoro di serie omologhe dei composti organici, Sudgen pervenne alla conclusione che il paracoro è una grandezza additiva. Ciò significa che il paracoro di una sostanza liquida si può calcolare sommando i valori dei singoli paracori di tutti gli atomi che la compongono più la somma dei paracori legati ai fattori strutturali della molecola (ad esempio legame semplice, multiplo o presenza di cicli). Questi valori di paracoro sono stati ricavati sperimentalmente e tabulati in letteratura specialistica.
I valori tabellati del paracoro possono essere utilizzati per prevedere in maniera teorica la tensione superficiale di un liquido.
Un'altra possibile applicazione del paracoro consiste nell'assegnare una determinata struttura a un composto chimico piuttosto che un'altra. Ad esempio alla paraldeide, forma trimera dell'aldeide acetica, è stata assegnata una struttura ciclica in base alla concordanza del valore di paracoro sperimentale e paracoro teorico dedotto applicando il concetto dell'additività, scartando in questo modo l'altra possibile struttura di tipo lineare.